# Homalopetalum pumilio
Homalopetalum pumilio är en orkidéart som först beskrevs av Heinrich Gustav Reichenbach, och fick sitt nu gällande namn av Rudolf Schlechter. Homalopetalum pumilio ingår i släktet Homalopetalum och familjen orkidéer. Inga underarter finns listade i Catalogue of Life.

## Bildgalleri

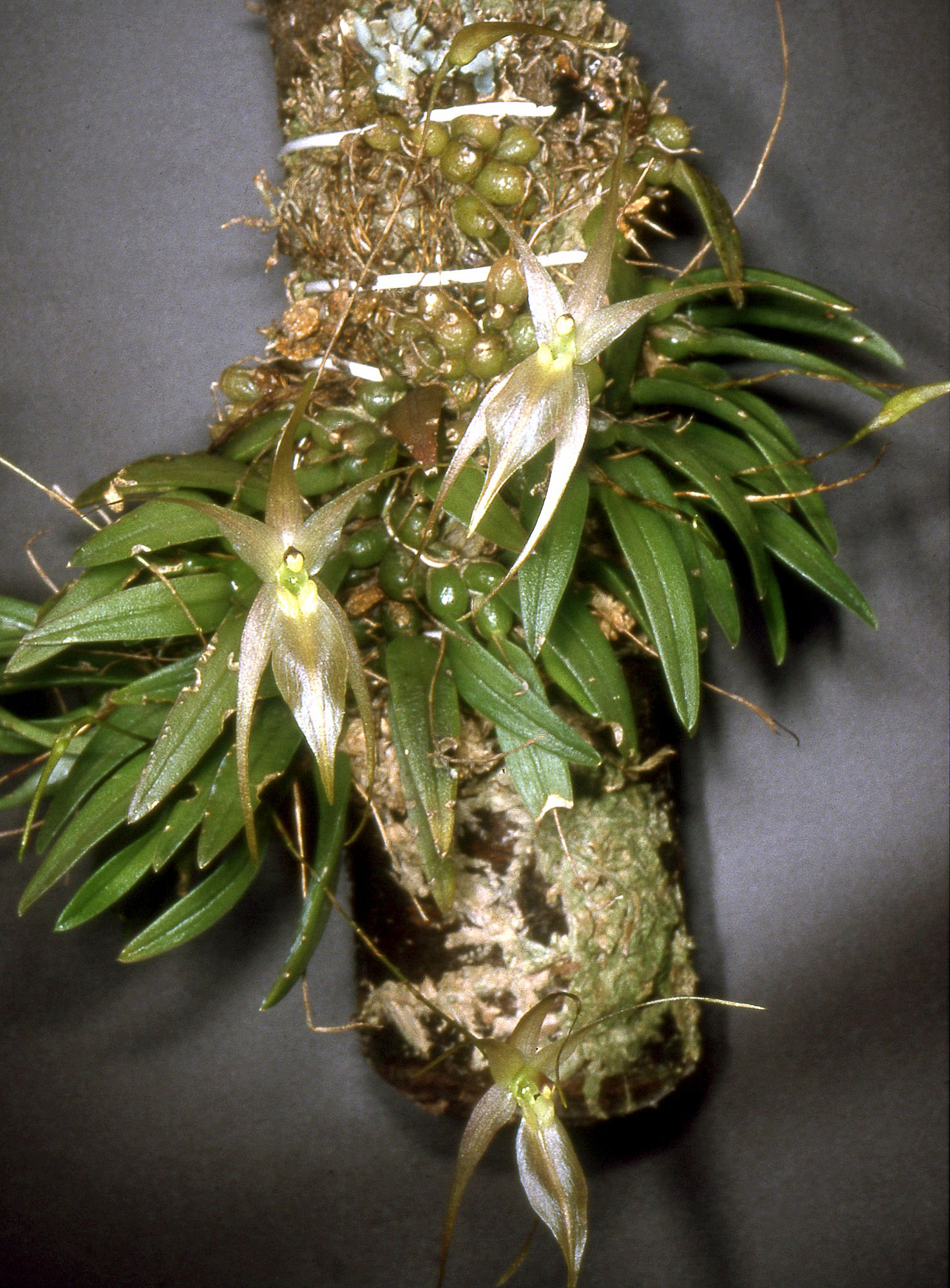
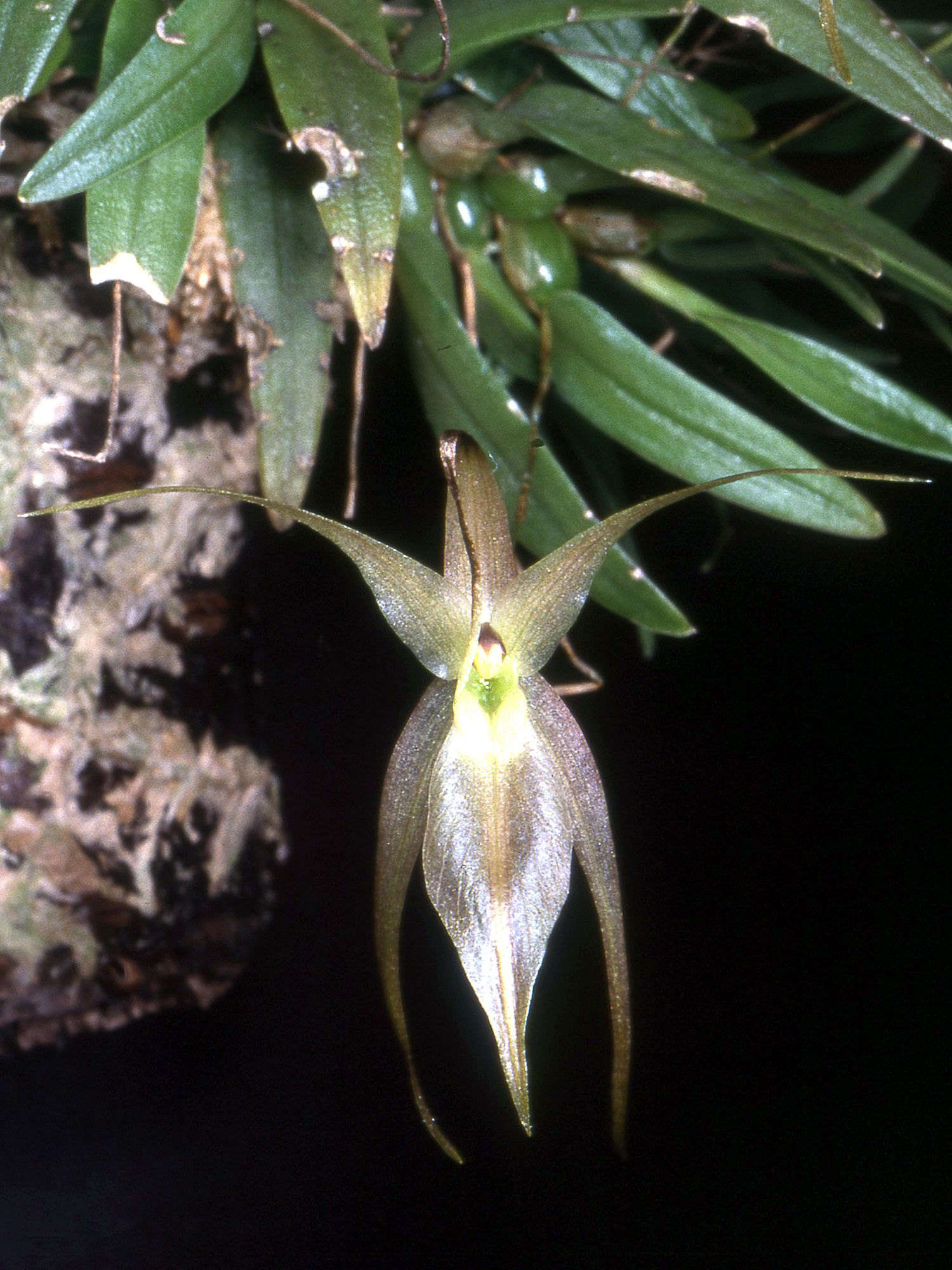
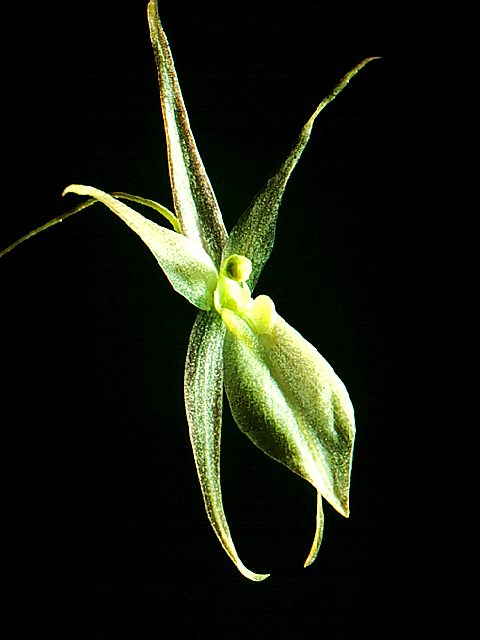